# Dolosis
Dolosis là một chi bướm đêm thuộc họ Geometridae.